# Малая Кубинка
Малая Кубинка (Кубеница) — река в Архангельской области России, протекает по территории Коношского района. Впадает в реку Кубену в 327 км от её устья по левому берегу. Длина реки составляет 11 км. Населённых пунктов на реке нет.

## Данные водного реестра
По данным государственного водного реестра России относится к Двинско-Печорскому бассейновому округу, водохозяйственный участок реки — озеро Кубенское и реки Сухона от истока до Кубенского гидроузла, речной подбассейн реки — Сухона. Речной бассейн реки — Северная Двина.
Код объекта в государственном водном реестре — 03020100112103000005283.